# Trichosetodes atisukha
Trichosetodes atisukha is een schietmot uit de familie Leptoceridae. De soort komt voor in het Oriëntaals gebied.